# Mario Delgado Aparaín
Mario Delgado Aparaín (La Macana, Florida, 28 de julio de 1949) es un escritor y periodista uruguayo, autor de cuentos y novelas entre las que se destacan La balada de Johnny Sosa (1987) y No robarás las botas de los muertos (2002).

## Trayectoria
Nacido en una zona rural cercana a la ciudad de Florida, este escritor uruguayo se destaca por su prosa, que tiene peso e imaginación, y por su humor muy incisivo. Su obra, traducida a varios idiomas, comprende diversos volúmenes de cuentos entre los que se encuentran Querido Charles Atlas y El canto de la Corvina Negra. Su cuento Terribles ojos verdes recibió en 2002 el Premio Juan Rulfo de Radio Francia Internacional.
Su principal novela es La balada de Johnny Sosa (Premio Municipal de Literatura 1987, Montevideo). También se destacan Por mandato de madre (Premio Foglia de Novela 1990), Alivio de luto (finalista del Premio Alfaguara y del Premio Rómulo Gallegos 1998) y No robarás las botas de los muertos (Premio Bartolomé Hidalgo 2005), novela histórica sobre el Sitio de Paysandú.
Escribió con el chileno Luis Sepúlveda, Los peores cuentos de los hermanos Grim, publicado en 2004. En 2011 publica su novela El hombre de Bruselas y en 2015 Tango del viejo marinero. Su último libro, el relato ilustrado Un perro sin nombre fue publicado en 2017. 
En el período 1990-1995 fue director de Artes y Ciencias del Departamento de Cultura y de la División de Cultura de la Intendencia de Montevideo. En 2011 fue declarado Ciudadano Ilustre de esa ciudad.
A 40 años del golpe de Estado del 27 de junio de 1973, Delgado Aparaín testimonia que en Uruguay «se aprendió a resistir escribiendo».

## Obras

### Cuentos
- Causa de buena muerte (Arca, 1982)
- Las llaves de Francia (Banda Oriental, 1991)
- Querido Charles Atlas y otras historias terribles (Alfaguara, 1997)
- La leyenda del Fabulosísimo Cappi y otras historias (Alfaguara, 1999)
- Terribles ojos verdes (Alfaguara, 2001)
- El canto de la corvina negra y otros cuentos (Banda Oriental, 2003)
- Vagabundo y errante. Peripecias de Pedro P. Pereira (Banda Oriental, 2009)
- La fábula del tucutucu real (Ilustrado por Ignacio Calero. Banda Oriental, 2015)
- Un perro sin nombre (Ilustrado por Fidel Sclavo. Banda Oriental, 2017)

### Novelas
- Estado de gracia (Banda Oriental, 1983)
- El día del cometa (Banda Oriental, 1985)
- La balada de Johnny Sosa (Banda Oriental, 1987)
- Por mandato de madre (Alfaguara, 1996)
- Alivio de luto (Alfaguara, 1998)
- No robarás las botas de los muertos (Alfaguara, 2002)
- Los peores cuentos de los Hermanos Grim (Escrita en conjunto con Luis Sepúlveda. Seix Barral, 2004)
- El hombre de Bruselas (Banda Oriental, 2011)
- Tango del viejo marinero (Seix Barral, 2015)
- Los ocho magníficos (Seix Barral, 2018)

### Infantiles
- La taberna del loro en el hombro (Ilustrado por Luis Gabriel Pacheco Banda Oriental, 2003)

### Periodísticos
- Tabaré revelado (Sudamericana, 2004)
- Hablar con ellos (Aguilar, 2006)
- Voces de café negro (Seix Barral, 2016)

### Aparición en antologías
- Los más jóvenes cuentan (Cuento: "Y así nace un pambelé y no desaparece". Arca, 1976)
- Cuentos del mar (Cuento: "El canto de la corvina negra". Ediciones B, 2001)
- Tu nombre flotando en el adiós. Nueve historias autobiográficas de amores frustrados (Cuento: "Recordaré solo las noches". Ediciones B, 2003)

### Reediciones
- La balada de Johnny Sosa (Alfaguara, 2000)
- Querido Charles Atlas y otras historias terribles (Banda Oriental, 2000)
- No robarás las botas de los muertos (Banda Oriental, 2002)
- Por mandato de madre (Banda Oriental, 2003)
- Un mundo de cuentos (Planeta, 2013)
- Cuentos completos (Alfaguara, 2014)

## Adaptaciones cinematográficas
- En 2017 se estrenó la película uruguaya Otra historia del mundo, basada en su novela Alivio de luto.